# Королева Элеонора и Прекрасная Розамунда
«Энни Роджерс и Мэри Джексон в сцене „Королева Элеонора и Прекрасная Розамунда“» (англ. Annie Rogers and Mary Jackson as Queen Eleanor and Fair Rosamund) — постановочная фотография Льюиса Кэрролла (Чарльза Лютвиджа Доджсона, 1832—1898). Изображает легендарный эпизод из средневековой истории Англии.

## История создания фотографии и её судьба
Фотография «Энни Роджерс и Мэри Джексон в сцене „Королева Элеонора и Прекрасная Розамунда“» была создана 3 июля 1863 года. Высота фотографии — 206, ширина — 152 миллиметра. Фотографию сверху обрамляет полукруглая арка. Цвет — сепия. Предположительно, местом съёмки был Badcock’s Yard, St Aldates, Оксфорд. На самой фотографии находится надпись «June 1862», но она считается ошибочной и поздней, так как противоречит возрасту изображённых на фотографии девочек. Техника — альбуминовая печать с коллодионного негатива, к фотографии прилагается папка с машинописным текстом от дарителя.
Когда фотография была готова, Кэрролл послал Энни копию вместе с небольшим стихотворением, начала строк которого произносятся так же, как начальные буквы английского алфавита, идущие по порядку (начиная с B):

My dear Annie,

I send you

A picture, which I hope will

B one that you will like to

C. If your Mamma should

D sire one like it, I could

E sily get her one.

— Your affectionate friend, C. L. Dodgson.
* Русский перевод:
Дорогая Энни! Посылаю тебе картинку, надеюсь, она тебе понравится. Если твоя мама захочет такую, могу сделать и для неё.

— Exhibition Label 2009: Photograph of Annie Rogers & Mary Jackson as Queen Eleanor and the Fair Rosamund, 1863. Museum of the History of Science
Известно, что позитив фотографии входил в личный альбом писателя № 2. Идентификатор фотографии / негатива: Z-PH-LCA-II.92. Номер страницы в альбоме — 92. Все сделанные Кэрроллом детские портреты, по его завещанию, были розданы семьям моделей. Из-за этого фотографии Кэрролла оказались разрозненными и затерялись в частных коллекциях. В 1945 году коллекционер, историк, фотограф, Хельмут Гернсхайм получил предложение приобрести альбом с детскими фотографиями (как утверждал продавец, фото были «извлечены из груды книг в подвале»), автором которых, возможно, был Льюис Кэрролл. Никаких доказательств этого не существовало, но Гернсхайм в Британском музее сравнил подписи к фотографиям с известными автографами Кэрролла и убедился, что они принадлежат писателю.
В настоящее время фотография находится в коллекции Музея истории науки в Оксфорде. Она была передана музею доктором Бертрамом Роджерсом в декабре 1937 года. Упоминается в ежегодном отчете музея за 1939 год, но в этом упоминании нет записи о регистрации факта приобретения. Дарителем был племянник одной из изображённых девочек, Энни Роджерс, которая умерла 28 октября 1937 года, после чего он и решил передать фотографию музею. Инвентарный номер — 30302.

## Сюжет

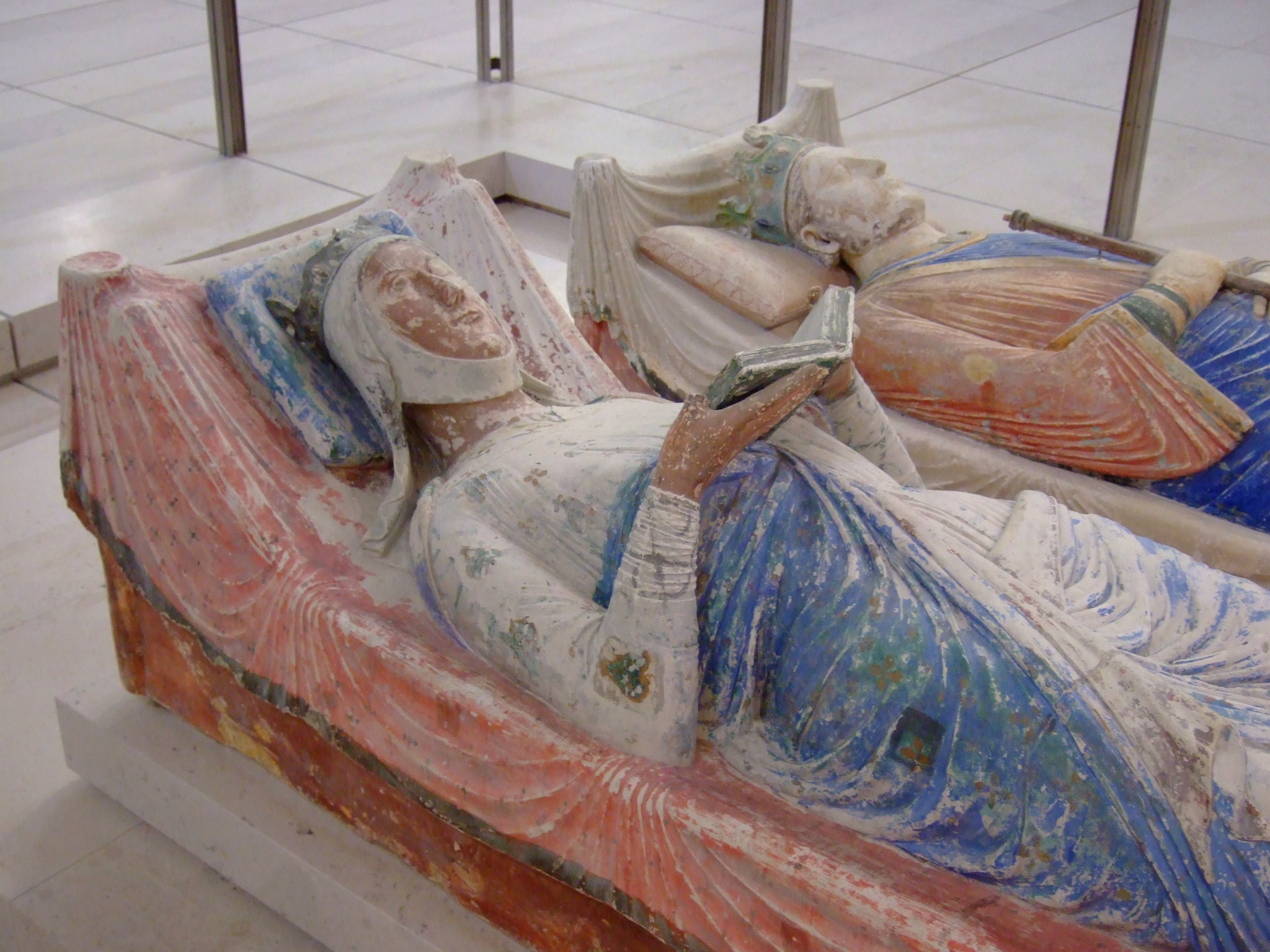
Надгробие Алиеноры Аквитанской и Генриха II, XIII век

Розамунда де Клиффорд (англ. Rosamund de Clifford, настоящее имя — Джоан де Клиффорд, англ. Joan de Clifford; ум. 1176) — дочь англо-нормандского вельможи Уолтера Фиц-Ричарда де Клиффорд и Маргариты де Тосни, любовница короля Англии Генриха II Плантагенета. За свою красоту получила прозвища «Прекрасная Розамунда» (англ. Fair Rosamund) и «Роза мира» (англ. Rose of the World). Имя Розамунда, вероятно, произошло от латинского выражения «роза мира» (лат. rosa mundi). Около 1163 года она познакомилась с королём Генрихом II, в 1166 году у них возник роман. Генрих поселил любовницу в Вудстокском дворце. Однако, до 1174 года о её связи с Генрихом II мало кто знал. В 1174 году о романе стало известно. Алиенора Аквитанская (Элеонора), жена Генриха II, которая участвовала в восстании сыновей против супруга, попала к нему в плен и была заключена в Солсбери, после этого король стал открыто проводить время с Розамундой. Он рассматривал возможность развода с Алиенорой, чтобы жениться на Розамунде. Расчёты Генриха II провалились, папа римский отказался дать разрешение на развод. В 1176 году Розамунда заболела и удалилась в монастырь Годстоу (около Оксфорда), где и умерла в том же году. Гробница её находилась первоначально в монастырской церкви. После смерти короля Розамунда была перезахоронена по требованию епископа Линкольна Гуго за пределами монастыря, её могила исчезла в XVI веке.
Позже (вероятно, в первый раз в XIV веке в так называемой Лондонской хронике, а затем и в балладах «Легенда о Розамунде» и «Исповедь Алиеноры», в последней она сознаётся в этом преступлении перед смертью) появилась легенда, что король пытался спрятать Розамунду от жены в замке, а в саду вокруг него он устроил непроходимый лабиринт, найти дорогу в котором можно было только с помощью серебряной путеводной нити, она хранилась у охранявшего Розамунду рыцаря — сэра Томаса. Алиенора убила сэра Томаса и с помощью доверенной ему нити смогла найти дорогу к возлюбленной короля, после чего предложила Розамунде погибнуть на выбор: от кинжала или от яда. Розамунда выбрала яд. На самом деле Алиенора в это время находилась в заключении и не могла совершить убийства соперницы.
На фотографии Кэрролла изображён заключительный эпизод легенды — королева предлагает возлюбленной короля на выбор смерть от яда или кинжала.

## Модели, изображённые на фотографии
Две девочки, Энни Роджерс (справа) и Мэри Джексон (слева), одеты в «средневековые» наряды, между ними — резное кресло готического стиля. На голове «королевы» (Энни Роджерс) — корона. Она держит кривой кинжал в левой руке и богато украшенную шкатулку — в правой, опирается на подлокотник кресла (она предлагает сопернице на выбор кинжал или яд). На голове у Розамунды лента со звёздами, она становится на колени, её руки сжаты и лежат на сиденье кресла.
- Энни Роджерс (англ. Annie Rogers, 15 февраля 1856 — 28 октября 1937) в детстве неоднократно позировала для фотографий Льюиса Кэрролла, получила известность впоследствии как активная сторонница женского образования. Выросла в Оксфорде в академической семье, была дочерью известного в то время экономиста профессора Торольда Роджерса, в 1873 году успешно сдала экзамены, что позволяло ей быть зачисленной в Баллиол-колледж или Вустер, но после того, как было обнаружено, что она является девочкой, зачислен был мальчик, который показал только шестой результат, а Энни Роджерс получила четыре тома Гомера в качестве подарка от Баллиол-колледжа. Когда в связи с этой историей были созданы отдельные курсы для женщин, она закончила их с лучшим результатом и с отличием в латинском и древнегреческом языках (1877 год). Позже она стала секретарём Ассоциации по образованию женщин и одной из создателей Society of Oxford Home-Students в колледже Святой Анны[англ.][16].
- Мэри Джексон (англ. Mary L. Jackson) на фотографии девять лет, её отец — доктор Джексон, врач с частной практикой в Холиуэлле[англ.][17].

Своих маленьких подруг, которых он использовал как фотомоделей, Кэрролл называл «child-friend» — «ребёнок-друг». Некоторые исследователи считают, что это словосочетание указывало скорее не на возраст, а на тип отношений. В викторианской Англии это выражение было распространённым и отражало иногда характер взаимоотношений между людьми разного социального статуса. Существуют и другие трактовки данного термина.

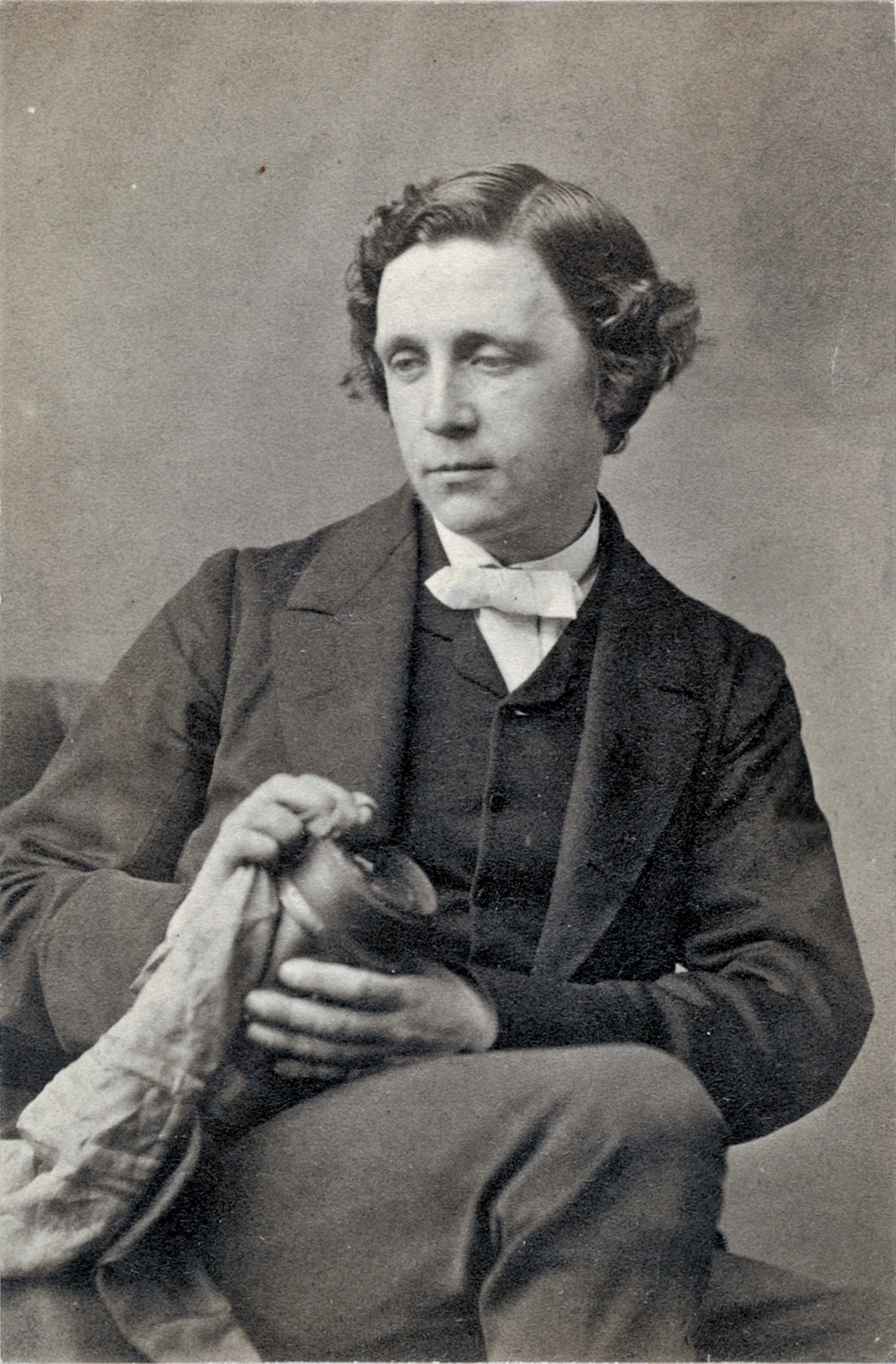
Оскар Густав Рейландер. Льюис Кэрролл в 1863 году
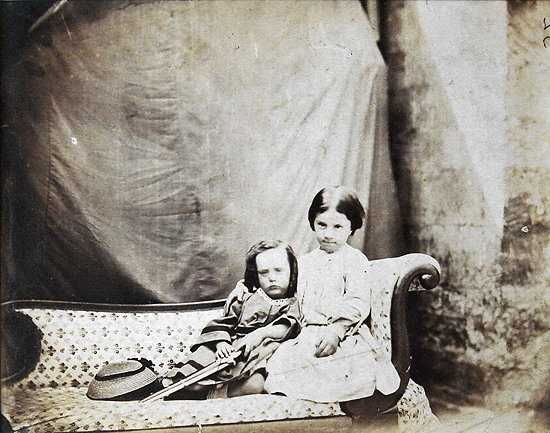
Льюис Кэрролл. Генри и Энни Роджерс, 2.01.1861
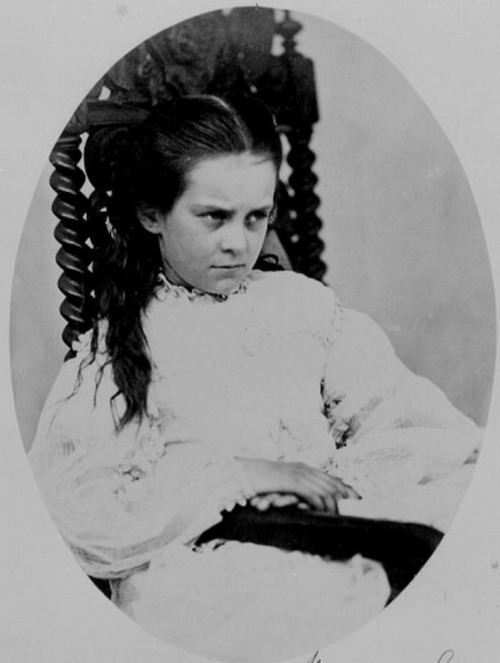
Льюис Кэрролл. Мэри Джексон
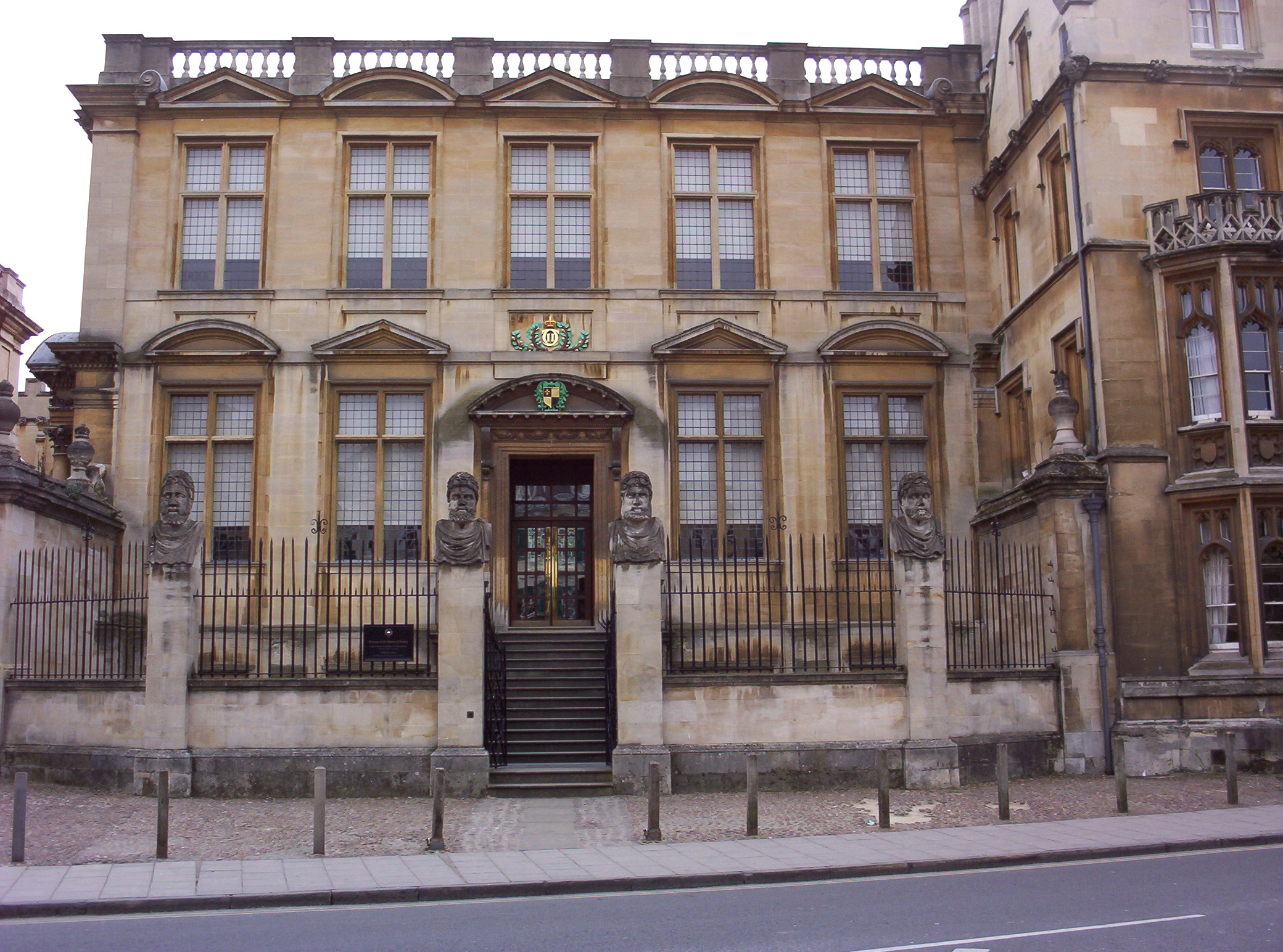
Музей истории науки, где хранится фотография